# Chorągiew kozacka Jakuba Sobieskiego

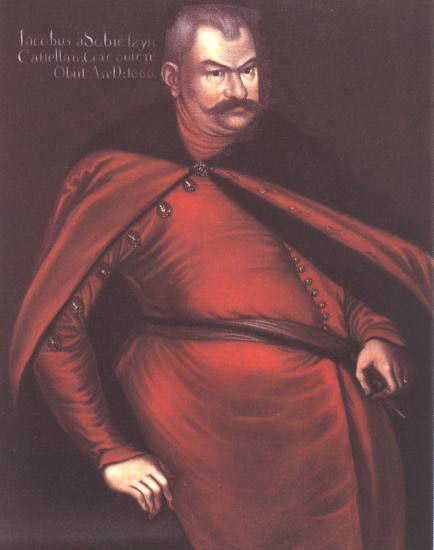
Jakub Sobieski herbu Janina

Chorągiew kozacka Jakuba Sobieskiego – chorągiew jazdy kozackiej I połowy XVII wieku, okresu wojen Rzeczypospolitej ze Szwedami i Moskwą.
Szefem tej chorągwi był wojewoda Jakub Sobieski herbu Janina. Żołnierze chorągwi wzięli udział w wojnie polsko-szwedzkiej 1626-1629.